# Wacław Aleksandrowicz
Wacław Aleksandrowicz (ur. 21 stycznia 1884 w Warszawie, zm. 19 maja 1926) – kapitan piechoty Wojska Polskiego, działacz niepodległościowy.

## Życiorys
Urodził się 21 stycznia 1884 w rodzinie Ludwika, przedsiębiorcy i Eleonory. Był młodszym bratem Konstantego ps. „Kostek” (1882–1918), oficera  I Brygady Legionów Polskich. Po ukończeniu gimnazjum w Mariampolu, złożył tamże egzamin dojrzałości w 1904, rozpoczął studia na wydziale filozoficznym Uniwersytetu Jagiellońskiego. Tam wstąpił do Związku Walki Czynnej, potem do Związku Strzeleckiego w Krakowie. Tamże ukończył kurs oficerski Związku Strzeleckiego.
W czasie mobilizacji Związku w dowodził III plutonem 9 kompanii (należącej do V baonu). Brał udział w wyprawie kieleckiej w sierpniu 1914. W ramach pierwszych nominacji oficerskich 9 października 1914 został mianowany przez Józefa Piłsudskiego podporucznikiem piechoty. Uczestniczył z drobnymi przerwami na leczenie w całym szlaku bojowym I Brygady, aż do kryzysu przysięgowego w 1917. W kwietniu 1915 został przeniesiony na dowódcę 4 kompanii VI baonu. Podczas walk nad Styrem został ranny na początku listopada pod Wielką Miedżwią. Po 6 tygodniowym pobycie w szpitalach powrócił do oddziału. W czasie walk pod Kościuchniówką ponownie ranny w lipcu 1916 do końca października 1916 przebywał w szpitalu w Krakowie. 2 lipca 1915 został mianowany chorążym, a 1 kwietnia 1916 awansowany na podporucznika. W następstwie kryzysu przysięgowego został internowany w Beniaminowie.
Ze względu na stan zdrowia 1 lutego 1918 został zwolniony z internowania. Po przybyciu do Krakowa wstąpił do Polskiej Organizacji Wojskowej, gdzie został przydzielony do oddziału lotnego i brał udział w rozbrajaniu Austriaków.
W wolnej Polsce mianowany porucznikiem piechoty (1 listopada 1918), przydzielony został do 5 pułku piechoty Legionów, z którym uczestniczył w walkach z Ukraińcami w okolicach Lwowa. W styczniu 1919 przeniesiony do 6 pułku piechoty Legionów dowodził kompanią. Podczas działań wojennych pułku na froncie litewsko-białoruskim został ranny 9 lipca. Po prawie 2 miesiącach leczenia powrócił do pułku, aby objąć dowództwo kompanii najpierw 2, a potem 5. W czasie wojny polsko-bolszewickiej dowodził 8 kompanią, a od 10 września został oddany do dyspozycji dowództwa 2 Armii.
Po zakończeniu działań wojennych ponownie znalazł się w 6 pułku. W Wojsku Polskim zweryfikowany do stopnia kapitana piechoty ze starszeństwem z dniem 1 czerwca 1919. W związku z pogarszającym się stanem zdrowia przeniesiony 25 października 1921 do rezerwy.
W 1923 został powołany do służby w Straży Granicznej, ale po niespełna pół roku został zdemobilizowany. W kwietniu 1925 rozpoczął ponownie służbę jako oficer rezerwy w 45 pułku piechoty. Ukończył kurs doszkalający i objął dowództwo 6 kompanii. Wkrótce 31 marca 1926 ponownie przeszedł w stan spoczynku.
Zginął tragicznie 19 maja 1926 w wyniku wypadku z bronią. Pochowany na cmentarzu w Miorach.

## Ordery i odznaczenia
- Krzyż Niepodległości – pośmiertnie 22 grudnia 1931 „za pracę w dziele odzyskania niepodległości”[3]
- Krzyż Walecznych czterokrotnie[1] (po raz pierwszy i drugi „za udział w b. Legionach Polskich”[4])